# Paraclytus shaanxiensis
Paraclytus shaanxiensis là một loài bọ cánh cứng trong họ Cerambycidae.